# Бояна Стаменов
Бояна Стаменов е сръбска джаз и соул певица.
Избрана е да представи Сърбия на 60-ото издание на песенния конкурс „Евровизия“ във Виена, Австрия с песента „Beauty Never Lies“ („Красотата никога не лъже“).

## Кариера
Бояна се занимава с пеене от седемгодишна възраст. Участва в третия сезон на „Сърбия търси талант“, който се излъчва от ноември 2011 г. до март 2012 г., и заема четвърто място на финала. Взема участие и в музикални събития, като „Belgrade Beer Fest“.